# Ваймарски класицизъм
С термина „Ваймарски класицизъм“ се определя периодът от време през 19 век, през който творят четиримата германски поети Йохан Волфганг фон Гьоте, Йохан Кристоф Фридрих фон Шилер, Кристоф Мартин Виланд и Йохан Готфрид фон Хердер. Счита се, че Ваймарският класицизъм приключва със смъртта на Гьоте през 1832.

## Дефиниция на термина
За пръв път терминът „Ваймарски класицизъм“ се въвежа от литературни изследователи в края на 19 век. Нито един от четиримата творци не се самоопределя като „класицист“.
Терминът е тясно свързан с мястото, където Гьоте, Шилер, Виланд и Хердер създават своите произведения, както и с времето, по което това се случва. Впоследствие и по-късно съставени литературни творби се определят като отнасящи се към този период заради приликите, които споделят с произведенията на четиримата поети.
Втората, далеч по-конкретна в значението си дефиниция, обозначава единадесетгодишния период, в който Гьоте и Шилер творят заедно. Приятелството между двамата поети и тяхната обща естетика рисуват по-ясно картината на Ваймарската класика. След смъртта на Шилер през 1805 Гьоте продължава да изпълва със значение термина „Ваймарски класицизъм“, като не се отказва от създаването на произведения.

## Условия за възникването на Ваймарския класицизъм
Френската литература от XVII век най-добре успява да възроди античната литературна парадигма, но след смъртта на Краля Слънце (Лудвиг XIV) през 1715 тенденцията, да се възражда античният пример, малко по малко отслабва. Античните теми са заменени от реалистично-актуални, впоследствие от средновековни, екзотични такива. По този начин заниманията, свързани с Античността, придобиват аристократична окраска.
Докато Йохан Йоаким Винкелман списва през 1755 своите мисли по темата „Подражание на гръцките произведения в изобразителното изкуство и скулптурата“ и през 1764/67 своите „Приказки за изкуството на Древността“ той не предполага, какво влияние ще окажат тези произведения върху развитието на ориентираното към Античността изкуство на XIX в. Неговото естетическо наблюдение върху гръцкото изкуство (благородна простота, тихо величие) е основополагащ принцип за разрастването на немската класика. Блясъкът на френската класика е бил възприеман за нормално явление, не за нещо необичайно, което кореспондира с германската тенденция да се търси златната среда между аристокрация и буржоа, вместо да се създава допълнително разграничение между двете прослойки. Ваймарската класика остава вярна на тези принципи.

## Хронология
Краят на Ваймарския класицизъм настъпва през 1772 г., когато Кристоф Мартин Виланд е поканен във Ваймар от овдовялата херцогиня Анна Амалия на Саксония-Ваймар и Саксония-Айзенах за образованието на двамата и сина. Той току-що е публикувал Огледала за принцове (творби, писани да служат за възпитание на крале и принцове) модерно-ироничната си творба – " Златното огледало или Царете от Шешиян".
През 1775 г., 26-годишният Гьоте (поканен също във Ваймар като възпитател на принцовете) е бил предимно познат като водач на литературното течение Бурни устреми и най-вече чрез епистоларния си роман „Страданията на младия Вертер“. С преместването си във Ваймар, творбите на Гьоте започват да се доближават до естетическия идеал на Kласическата Aнтика. Стремежът му към този естетически идеал кара Гьоте не само да твори, но и да замине (през 1786 г.) за Италия. Веднага след завръщането си (пролетта на 1788 г.) той се освобождава от предишните си служби и през септември в Рудолщад се запознава с Шилер. Тяхното запознанство било и за двамата по-скоро отрезвително: Гьоте счита Шилер за „лудата глава“ на Бурни устреми, а Шилер смятал, че поетичният подход на Гьоте бил в рязък контраст с неговия собствен.
Така също през 1776 г., харесваният от Гьоте Йохан Готфрид фон Хердер се премества от Бюкебург във Ваймар като генерален суперинтендант (митрополит в евангелистката църква), при което взаимоотношенията им скоро охладняват. През 1794 г., по време на една беседа в Йена, Шилер и Гьоте се сближават, като преценките им един за друг вече изглеждат по-различни (виж Есето на Шилер За наивната и сантиментална поезия от 1795 г.). Решаващи за тези констатации са две писма на Шилер за Гьоте (едното от 23 август, а другото от 31 август 1794 г.), чрез които успешно се сприятелява с Гьоте. Взаимното повлияване на Шилер и Гьоте се отразява в тяхната обща творба Ксении от 1796 г., но най-вече в тяхната последваща обмяна на писма, критични забележки към които се появяват през 1835 г.от драматурга Кристиан Дитрих Грабе.

## Характеристики
Трудният пробив на идеалите на Френската революция (свобода, равенство и братство) и тяхното опорочаване по време на Якобинската диктатура (1793/94 г.) повлияват основно на цялата немска творческа култура, в това число на авторите на Ваймарския класицизъм, както и на творчеството на Лудвиг ван Бетовен в тогавашната съвременна музика. Друга отправна точка е литературата на Бурни устреми. И тук не може да бъде задоволително разрешен един резултиращ от Просвещението конфликт на стойностите, в този случай между разум и чувства. Това довежда до множество проблеми в текстовете (виж самоубийството на Вертер в Гьотевата творба Страданията на младия Вертер). В отговор на тези преживявания, в основата на класицистическата концепция на изкуството стои стремежът за един хармоничен баланс на противоположностите. Точно този стремеж към баланс се е провалил на практика по време на Френската революция както и в литературата на Бурни устреми и води до нарастваща ескалация. Въз основа на античния идеал за изкуството, в Класицизма се търсят вече съвършенство, хармония, хуманност, както и съответствие на съдържанието и формата. Гьоте е търсел в природата модел на универсално свързващо звено на всички явления. За Шилер историята представлявала най-важна отправна точка. Други особености са:
- Разногласията с Френската революция
- Не чрез насилствено сваляне (Френска революция), а чрез еволюционно развитие (плавно, възходящо развитие на обществото) се постига целта за държава, съответстваща на идеалите на Просвещението.
- Централизация във Ваймар и Йена
- Противопоставяне на неспокойното време чрез програма за естетическо възпитание – хората трябва да се възпитават чрез изкуство и литература, стремейки се да достигнат хуманност и чрез това да узреят за промени, свързани с обществото.
- Идеал за възпитание е „красивата душа“, тоест действията, задълженията и наклонностите на човек да бъдат в хармония (идеалът за един спокоен, просветен, намиращ в себе си хармония и спокойствие човек).
- Непреходността на епохата, която избира за обекти на наблюдението стойности, които не се повлияват от времето, по-точно казано: човешко-естетическите стойности.
- Стремеж към хармонията в обществото, вместо егоизмът на Бурни устреми
- Хуманност
- Прозрението, че личностният провал е справедливо наказание за извършени обичайни морални прегрешения.

Сред основните мотиви на Ваймарската класика са включени тези за човечността и толерантността. Най-важната форма на литературата е драмата, при което поезията и прозата остават второстепенни. Характерно за езика е да е на високо ниво и да е регламентиран (срв. бял стих Евгения в Таурис). Този регламентиран език пояснява в сравнение с естествения идеализиран език на Бурни устреми точно този баланс между разума и чувствата, следователно може да бъде посредник на ценностите на Kласицизма и да служи като средство за естетическото възпитание (срв. Шилер За естетическото възпитание на човека и Силата на словото в Гьотевата творба Евгения в Таурис). В същия контекст се наблюдава завръщането или сближаването на Гьоте и Шилер с класическата концепция на драмата (пирамидална структура, спазването на Аристотеловите три звена и т.н.). Ваймарската класика получава името си не само от интереса си към Aнтичността, който е бил силно свързан с мисловната и творческа дейност на Виланд, наречена Възприемане на Aнтичността и която е отразена под формата на много произведения – най-вече при Гьоте. Тя също е смятана за „класическата“ епоха на немската поезия. В противоположното движение на „Романтизма“ се стеснява понятието „Kласицизъм“ с формални промени и предимно се ползва като уговорено понятие срещу Шилер. От тази гледна точка това понятие не е определяно като епоха за подражание, а като една школа, която имала за пример гръцката класика.